# Dinastia 0 dell'Egitto
Dinastia 0 è il nome con cui, convenzionalmente, si identifica un elenco di sovrani egizi attribuibili al periodo Predinastico, che inizia nel XXXII e finisce nel XXXI secolo a.C. e di cui si conosce il nome e spesso niente altro.

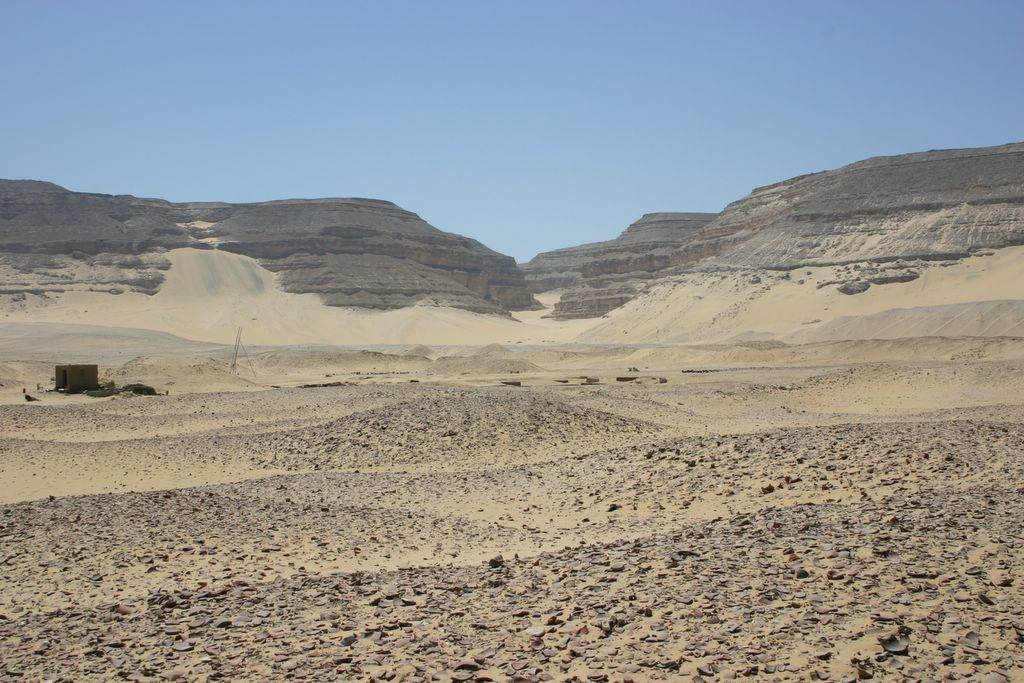
Antica necropoli di Umm el-Qa'ab

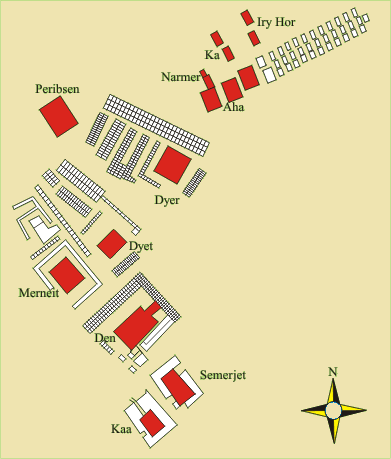
La necropoli di Peqer (Abido) con le sepolture dei primi sovrani

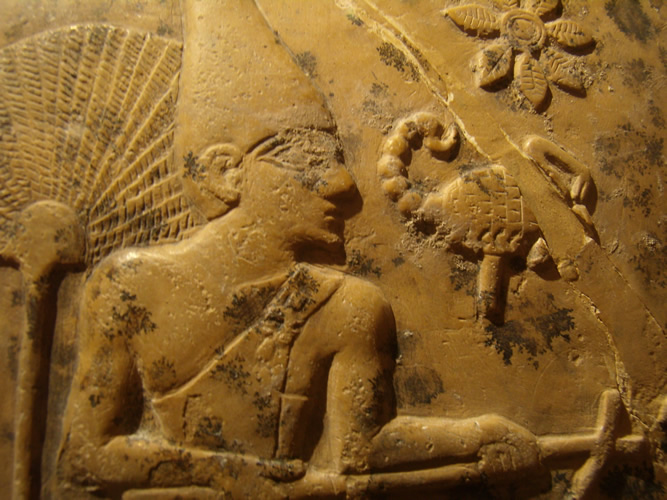
Horo Scorpione II - dettaglio dalla c.d. "Mazza dello Scorpione"

Tutti i reperti, tranne quelli inerenti al Horo Scorpione II, provengono dalla necropoli di Umm el-Qa'ab, chiamata Peqer, nei pressi di Abido, fatto che porta a ritenere che si tratti di sovrani collegati da una qualche forma di correlazione familiare.
Tutte le cronologie e datazioni sono puramente indicative in quanto il periodo Naqada, e di conseguenza il protodinastico, è ancora in fase di studio e possono essere quindi discordanti le ripartizioni di diversi studiosi quali William M. F.Petrie, Werner Kaiser, Stan Hendrickx ed altri.
Per maggior precisione, relativamente alle dinastie 0 e 00, il periodo di Naqada III si divide in:
- Naqada III a1 e a2 = corrispondente alla dinastia 00 dal XXXIII al XXXII secolo a.C. circa
- Naqada III b1 e b2 = corrispondente alla dinastia 0 dal XXXII al XXX secolo a.C. circa[2]

La scarsità di fonti archeologiche (in genere i nomi sono conosciuti da frammenti di stoviglie o da piccole placchette di legno o osso) non permette di formulare una sequenza temporale dei nomi sicura e, quindi, quella riportata è da considerarsi solo come convenzionale.
- Ny Hor
- Hat Hor
- Pe Hor
- Hedj Hor
- Iri Hor
- Thesh
- Hsekiu
- Wazner
- Tiu
- Ka
- Re Coccodrillo
- Horo Scorpione II

Gli ultimi due re, Coccodrillo e Scorpione, furono, presumibilmente, contemporanei di Ka; forse usurpatori o, più probabilmente, signori locali indipendenti. Secondo Günther Dreyer, Coccodrillo fu forse signore di Tarkhan e Scorpione II signore di Ieracompoli.
Alcuni sovrani della dinastia 0 sono chiamati nel Papiro di Torino, e in altre fonti egizie, Shemsu-Hor e presentano nel loro serekht l'immagine di un falco.